# 하원초등학교 (제주)
하원초등학교는 대한민국 제주특별자치도 서귀포시 하원동에 있는 공립 초등학교이다.

## 학교 연혁
- 1969년 3월 1일 : 도순국민학교 하원분교장 설립인가
- 1969년 9월 2일 : 도순국민학교 하원분교장 개설
- 1970년 6월 19일 : 하원초등학교 승격 인가
- 1971년 3월 19일 : 하원초등학교 개교
- 1973년 3월 1일 : 월평동을 우리 학교 학구로 편입
- 1981년 2월 4일 : 병설유치원 설립인가
- 1981년 3월 5일 : 병설유치원 개원
- 2016년 2월 5일 : 제44회 졸업식 남 6명, 여 6명, 총계 1793명
- 2017년 2월 8일 : 제45회 졸업식 남 3명, 여 2명, 총계 1798명
- 2017년 8월 27일: 정문자바라 설치 공사
- 2017년 9월 13일 : 유치원 울타리 휀스시설 공사
- 2017년 9월 15일 : 본관건물과 급식소 등 비가림 공사
- 2017년 12월 26일 : 유치원과 본관건물 통로 비가림 공사
- 2022년 12월 30일 : 제51회 졸업 16명 (총 졸업생 1876명)
- 2022년 9월 1일 : 제 20대 양성우 교장선생님 부임

## 참고 자료
- 하원초등학교 - 한국교육학술정보원 학교알리미